# Dulce Nunes
Dulce Pinto Bressane (n. 11 iunie 1929, Rio de Janeiro, Districtul Federal⁠(d), Brazilia – d. 4 iunie 2020, Rio de Janeiro, Rio de Janeiro, Brazilia), cunoscută profesional ca Dulce Nunes sau Dulce Bressane, a fost o actriță și cântăreață-compozitoare braziliană de muzică populară braziliană.

## Cariera
În calitate de cântăreață-compozitoare, Nunes a lansat trei albume de studio între 1964 și 1968, unul dintre acestea alături de Carlos Lyra. A colaborat, de asemenea, ca invitat special la mai multe albume ale soțului ei, Egberto Gismonti.
În afara carierei muzicale, Nunes s-a aventurat și în cinema, jucând în patru filme de lung metraj între 1949 și 1967.
Nunes a fost de asemenea arhitectă și a deținut Bressane Arquitetura & Interiores, o firmă de arhitectură din Rio de Janeiro.

## Viață personală
Nunes a fost căsătorită de două ori. Întâi cu pianistul Bené Nunes, de care s-a despărțit în 1965, și mai târziu cu muzicianul Egberto Gismonti, între 1968-76.
Pe 4 iunie 2020, Nunes a decedat în Rio de Janeiro, cu o săptămână înainte de a 91-a zi de naștere, din cauza unor complicații cauzate de COVID-19, în timpul pandemiei de coronaviroză din Brazilia.

## Discografie
| An   | Album                              | Detalii                                           |
| ---- | ---------------------------------- | ------------------------------------------------- |
| 1964 | Pobre Menina Rica (Cu Carlos Lyra) | - Casa: CBS Records International - Format: Vinil |
| 1966 | Dulce                              | - Casa: Forma - Format: Vinil                     |
| 1968 | Samba do Escritor                  | - Casa: Forma - Format: Vinil                     |

## Filmografie
| An   | Titlu                   | Note              |
| ---- | ----------------------- | ----------------- |
| 1949 | Un Mulher de Longe      |                   |
| 1950 | Estrela da Manhã        |                   |
| 1950 | O noivo de Minha Mulher |                   |
| 1967 | The ABC of Love         | Segmentul O Pacto |